# Pavel Nový
Pavel Nový (ur. 5 września 1948 w Pilźnie) – czeski aktor.

## Życiorys
Grał w wielu teatrach, na przykład w Příbram. W wieku 13 lat rozpoczął karierę jako aktor filmowy w roli Vlády w czeskim czarno-białym filmie Kuřata na cestách, w reżyserii Václava Vorlíčka. Od lat dziewięćdziesiątych występował w najważniejszych filmach fabularnych czeskiego reżysera Jana Švankmajera, w tym Spiklenci slasti i Otesánek. Obecnie członek praskiego studia teatralnego Ypsilon. Laureat Czeskiego Lwa dla najlepszego aktora.

## Wybrana filmografia
- 1962: Kuřata na cestách
- 1984: Amadeusz
- 1988: Anioł uwodzi diabła
- 1992: Lepiej być zdrowym i bogatym niż biednym i chorym
- 1993: Powrót Arabeli
- 1994: Ameryka
- 1996: Spiklenci slasti
- 2000: Mały Otik
- 2005: Szaleni
- 2006: Obsługiwałem angielskiego króla
- 2017: Kobieta z lodu